# Yet Another Perl Conference
Yet Another Perl Conference, (anglais pour "encore une autre conférence Perl") est généralement désignée par l'acronyme YAPC.
C'est une série de conférences discutant du langage de programmation Perl, généralement organisée sous les auspices de Yet Another Society, une "organisation à but non lucratif pour l'avancement des efforts collaboratifs en informatique".
YAPC est une réponse à la conférence Perl organisée par O'Reilly Media dont le coût était prohibitif pour beaucoup de gens. O'Reilly Media fidèle à son engouement pour l'Open Source ne semble pas y voir une concurrence car il est généralement un des sponsors de ces conférences.
La Conférence Perl a eu tellement de succès que O'Reilly l'a étendue à d’autres logiciels Open Source. Son nom a été changé en conséquence, elle s'appelle maintenant OSCON.
La première conférence YAPC s'est tenue à  Carnegie Mellon University à Pittsburgh, Pennsylvanie, É.-U. le 24 et le 25 juin 1999. Son organisateur, Kevin Lenzo a réuni 31 conférenciers pour parler de sujets connexes à Perl.  Cette idée d'une conférence Perl à bas coût s'est rapidement répandue en Europe (2000), puis en Israël (2003), en Australie (2004), en Asie et au Brésil (2005). 
Les seuls continents à ne pas avoir encore hébergé de YAPC sont l'Afrique et l'Antarctique. L'association des mongueurs de Perl ont organisé la conférence YAPC européenne en 2003.
Les :: dans le nom des conférences sont une référence à la syntaxe des noms de modules en Perl. YAPC 19100 est une allusion à un bogue de l'an 2000 ou la chaîne de caractères pour l'année était obtenue par concaténation avec la chaîne "19".

## Lieux et dates des conférences

### Amérique du Nord
- 1999: Pittsburgh, Pennsylvanie  (24 juin-25 juin, 1999) (tenue sous le nom YAPC 99)
- 2000: Pittsburgh (21 juin-23 juin, 2000) (tenue sous le nom YAPC 19100)
- 2001:Montréal, Québec, Canada (13 juin-15 juin, 2001)
- 2002: St. Louis, Missouri (26 juin-28 juin, 2002)
- 2003, Canada: Ottawa, Ontario, Canada (15 mai-16 mai, 2003) (tenue sous le nom YAPC::Canada)
- 2003, America: Boca Raton Floride (16 juin-18 juin, 2003)
- 2004: Buffalo  (New York) New York, USA (16 juin-18 juin, 2004)
- 2005: Toronto, Ontario, Canada (27 juin-29 juin, 2005)
- 2006: Chicago, Illinois, USA (26 juin-30 juin, 2006)
- 2007: Houston, USA (25 juin-27 juin, 2007)
- 2008: Chicago (16 juin-18 juin 2008)
- 2009: Pittsburgh (22 juin-24 juin 2009)

### Europe
- 2000: Londres, Royaume-Uni (22 septembre-24 septembre,2000)
- 2001: Amsterdam, Pays-Bas (2 août-4 août,2001)
- 2002: Munich, Allemagne (18 septembre-20 septembre,2002)
- 2003: Paris, France (23 juillet-25 juillet,2003)
- 2004: Belfast, Royaume-Uni (15 septembre-17 septembre,2004)
- 2005: Braga, Portugal (31 août-2 septembre,2005)
- 2006: Birmingham, Royaume-Uni (30 août-1er septembre,2006)
- 2007: Vienne,  Autriche (29 août - 31 août, 2007)
- 2008: Copenhague,  Danemark (13 août-15 août 2008)
- 2012: Kiev, Ukraine (12 may 12–13 may 2012) [http://event.yapcrussia.org/yr2012/ YAPC::Russia ''May Perl'']

### Israël
- 2003: Haifa (11 mai, 2003)
- 2004: Herzliya (26 février, 2004)
- 2005: Herzliya (17 février, 2005)
- In 2006, YAPC::Israel est devenue OSDC::Israel.

### Australie
- Le premier YAPC::Australia s'est tenu en 2004 comme partie de OSDC à  Melbourne du 1er au 5 décembre, 2004, et s'est tenu de manière conjointe depuis.

### Amérique du Sud
- 2005: Porto Alegre, Brésil (1-5 juin, 2005) (tenue sous le nom YAPC::Brasil 2005)
- 2006: Porto Alegre, Brésil (19 avril-22 avril, 2006) (tenue sous le nom YAPC::Brasil 2006)
- 2006: São Paulo, Brésil (3-5 novembre, 2006)

### Asie
- 2005: Taipei, Taïwan (26 mars-27 mars, 2005) (tenue sous le nom YAPC::Taipei)
- 2006: Tokyo, Japon (29 mars-30 mars, 2006)